# 若望十世
教宗若望十世（拉丁語：Ioannes PP. X；860年—928年）於托西尼亞諾出生，914年3月或4月－928年5月或6月岀任教宗。928年被殺身亡。

## 事蹟
在成為教宗前一直擔任拉文納的主教，繼任後倡議建立十字軍，目標是從伊斯蘭教中奪回加利格里阿諾，任命貝倫加里奧為隊長而收復加利格里阿諾，為了重組海上戰力而要求拿坡里等城市加入十字軍，但未像從前的教宗要求這些城市撕毀與穆斯林間的通商協定，916年若望十世向南親征，此役基督教一方獲勝而薩拉森海盜從義大利中部消失。

## 譯名列表
- 若望十世：天主教香港教區禮儀委員會：禧年專頁 （页面存档备份，存于）、香港天主教教區檔案　歷任教宗、《大英簡明百科知識庫》2005年版、國立編譯舘作若望。
- 约翰十世：《世界人名翻譯大辭典》1993年版作約翰。